# Donald (Oregón)
Donald es una ciudad ubicada en el condado de Marion en el estado estadounidense de Oregón. En el año 2000 tenía una población de 608 habitantes y una densidad poblacional de 1,067 personas por km².

## Geografía
Donald se encuentra ubicada en las coordenadas 44°13′19″N 122°50′25″O / 44.22194, -122.84028.

## Demografía
Según la Oficina del Censo en 2000 los ingresos medios por hogar en la localidad eran de $45,208 y los ingresos medios por familia eran $50,227. Los hombres tenían unos ingresos medios de $31,696 frente a los $30,078 para las mujeres. La renta per cápita para la localidad era de $16,752. Alrededor del 6.9% de la población estaban por debajo del umbral de pobreza.